# Macksville (Kansas)
Macksville è un comune degli Stati Uniti d'America, situato nello Stato del Kansas, nella contea di Stafford.